# Абель Ґарсія
Абель Ґарсія Донадіо (нар. 8 липня, 1953, Рівера, Уругвай) — уругвайський гітарист і композитор популярної музики.

## Життєпис
Народившись у Рівері, у віці семи років переїхав жити з родиною в Такуарембо, де пробув до 23 років.
У віці семи років починає грати на гітарі, і, як це часто буває в культурі Уругваю, аргентинський фольклор займає чільне місце серед впливів, отриманих артистом, а також бразильська музика, головним чином завдяки її близькості як сусідньої країни.
Упродовж свого юнацького віку Ґарсія був учасником декількох музичних гуртів, серед яких «Los Yetis» (у віці 11 років) та «Modern Students», в яких грав на електричному басі.
Цей гурт також мав власні пісні та певний успіх, головним чином через станцію «Zorrilla de San Martín» в Такуарембо.
Участь у цих гуртах принесла Ґарсії визнання в різних конкурсах, таких як «Нагорода за найкращу пісню» та «Нагорода за найкращий електронний бас» у 1969 на «Третьому фестивалі молодої музики», який відбувся в Такуарембо.
У 1971 з біт-гуртом «Telaraña» здійснив обширний тур Парагваєм, північчю Аргентини та півднем Бразилії. Пізніше також приєднався до гурту «Abraxas».
Початок професійної кар'єри Ґарсії припадає приблизно на 1971, коли він почав займатися власними композиціями, вже фольклорними. Наступного року співак отримав подвійну нагороду Першої премії в номінаціях «Найкращий соліст» та «Неопублікована пісня» за пісню «Epitafio» на фестивалі, організованому Демократичним клубом Такуарембо.
Пізніше Ґарсія продовжує свою мистецьку діяльність, де чергує власні композиції та твори різних поетів, серед яких Лібер Фалько, Вашингтон Бенавідес або Назим Хікмет. Продуктом цієї творчості стає його перший альбом у 1976 під назвою «Polquita of return».
У 1976 Ґарсія виступив зі своїм першим альбомом у Монтевідео в різних фольклорних клубах, а також брав участь у кількох концертах, що проводились у палаці Пеньярол. Цей цикл подій перетворює його на фігуру національного визнання, передаючи слухачам соціальну чутливість та щоденні турботи виконавця.
У наступні роки Ґарсія записав кілька альбомів та касет, які мали більш-менш помітний вплив у регіональному середовищі.
En 2004, graba el CD llamado «Infinito» que contiene el tema llamado «Al agua» que adquiriría reconocimiento internacional, y en el que se acompaña con un coro de niños.

## Дискографія
- Polquita повернення (Ключ 32-1076. 1976)
- Про життя (RCA LPUS 352. 1981)
- Тому що завтра існує (La Batuta LBC 003. 1983)
- Лунатики (RCA MCUS 438. 1984)
- Абель Гарсія (Orfeo SULP 90.831.1986)
- Ще один (Орфей, 1990)
- Типовий уругвайський (Sondor. 1995)
- Амарес (незалежний, 2002)
- Нескінченний (незалежний, 2004)
- Я отримав пісню (окремо, 2006)
- Чергова помилка (незалежна, 2012)